# UCI World Tour 2018
UCI World Tour 2018 var den ottende udgave af UCI World Tour. Den indeholdte 37 endags- og etapeløb i Europa, Mellemøsten, Australien, Nordamerika og Kina.

## Løb
| Løb                           | Dato                       | Vinder                   | Vinder   | Anden                     | Anden   | Tredje                   | Tredje   | Etapepoint         | Point til førende rytter |
| ----------------------------- | -------------------------- | ------------------------ | -------- | ------------------------- | ------- | ------------------------ | -------- | ------------------ | ------------------------ |
| Tour Down Under               | 16.-21. januar             | Daryl Impey (RSA)        | 500 pt.  | Richie Porte (AUS)        | 400 pt. | Tom-Jelte Slagter (NED)  | 325 pt.  | 60, 25, 10         | 10 pt.                   |
| Great Ocean Road Race         | 28. januar                 | Jay McCarthy (AUS)       | 300 pt.  | Elia Viviani (ITA)        | 250 pt. | Daryl Impey (RSA)        | 215 pt.  | N/A                | N/A                      |
| Abu Dhabi Tour                | 21.-25. februar            | Alejandro Valverde (ESP) | 300 pt.  | Wilco Kelderman (NED)     | 250 pt. | Miguel Ángel López (COL) | 215 pt.  | 40, 15, 6          | 6 pt.                    |
| Omloop Het Nieuwsblad         | 24. februar                | Michael Valgren (DEN)    | 300 pt.  | Łukasz Wiśniowski (POL)   | 250 pt. | Sep Vanmarcke (BEL)      | 215 pt.  | N/A                | N/A                      |
| Strade Bianche                | 3. marts                   | Tiesj Benoot (BEL)       | 300 pt.  | Romain Bardet (FRA)       | 250 pt. | Wout van Aert (BEL)      | 215 pt.  | N/A                | N/A                      |
| Paris-Nice                    | 4.-11. marts               | Marc Soler (ESP)         | 500 pt.  | Simon Yates (GBR)         | 400 pt. | Gorka Izagirre (ESP)     | 325 pt.  | 60, 25, 10         | 10 pt.                   |
| Tirreno-Adriatico             | 7.-13. marts               | Michał Kwiatkowski (POL) | 500 pt.  | Damiano Caruso (ITA)      | 400 pt. | Geraint Thomas (GBR)     | 325 pt.  | 60, 25, 10         | 10 pt.                   |
| Milano-Sanremo                | 17. marts                  | Vincenzo Nibali (ITA)    | 500 pt.  | Caleb Ewan (AUS)          | 400 pt. | Arnaud Démare (FRA)      | 325 pt.  | N/A                | N/A                      |
| Catalonien Rundt              | 19.-25. marts              | Alejandro Valverde (ESP) | 400 pt.  | Nairo Quintana (COL)      | 320 pt. | Pierre Latour (FRA)      | 260 pt.  | 50, 20, 8          | 8 pt.                    |
| E3 Harelbeke                  | 23. marts                  | Niki Terpstra (NED)      | 400 pt.  | Philippe Gilbert (BEL)    | 320 pt. | Greg Van Avermaet (BEL)  | 260 pt.  | N/A                | N/A                      |
| Gent-Wevelgem                 | 25. marts                  | Peter Sagan (SVK)        | 500 pt.  | Elia Viviani (ITA)        | 400 pt. | Arnaud Démare (FRA)      | 325 pt.  | N/A                | N/A                      |
| Dwars door Vlaanderen         | 28. marts                  | Yves Lampaert (BEL)      | 300 pt.  | Mike Teunissen (NED)      | 250 pt. | Sep Vanmarcke (BEL)      | 215 pt.  | N/A                | N/A                      |
| Flandern Rundt                | 1. april                   | Niki Terpstra (NED)      | 500 pt.  | Mads Pedersen (DEN)       | 400 pt. | Philippe Gilbert (BEL)   | 325 pt.  | N/A                | N/A                      |
| Baskerlandet Rundt            | 2.-7. april                | Primož Roglič (SLO)      | 400 pt.  | Mikel Landa (SPA)         | 320 pt. | Ion Izagirre (SPA)       | 260 pt.  | 50, 20, 8          | 8 pt.                    |
| Paris-Roubaix                 | 8. april                   | Peter Sagan (SVK)        | 500 pt.  | Silvan Dillier (SUI)      | 400 pt. | Niki Terpstra (NED)      | 325 pt.  | N/A                | N/A                      |
| Amstel Gold Race              | 15. april                  | Michael Valgren (DEN)    | 500 pt.  | Roman Kreuziger (CZE)     | 400 pt. | Enrico Gasparotto (ITA)  | 325 pt.  | N/A                | N/A                      |
| La Flèche Wallonne            | 18. april                  | Julian Alaphilippe (FRA) | 400 pt.  | Alejandro Valverde (SPA)  | 320 pt. | Jelle Vanendert (BEL)    | 260 pt.  | N/A                | N/A                      |
| Liège-Bastogne-Liège          | 22. april                  | Bob Jungels (LUX)        | 500 pt.  | Michael Woods (CAN)       | 400 pt. | Romain Bardet (FRA)      | 325 pt.  | N/A                | N/A                      |
| Romandiet Rundt               | 24.-29. april              | Primož Roglič (SLO)      | 500 pt.  | Egan Bernal (COL)         | 400 pt. | Richie Porte (AUS)       | 325 pt.  | 60, 25, 10         | 10 pt.                   |
| Eschborn-Frankfurt            | 1. maj                     | Alexander Kristoff (NOR) | 300 pt.  | Michael Matthews (AUS)    | 250 pt. | Oliver Naesen (BEL)      | 215 pt.  | N/A                | N/A                      |
| Giro d'Italia                 | 5.-27. maj                 | Chris Froome (GBR)       | 850 pts  | Tom Dumoulin (NED)        | 680 pts | Miguel Ángel López (COL) | 575 pts  | 100, 40, 20, 12, 4 | 20 pt.                   |
| Tour of California            | 13.-19. maj                | Egan Bernal (COL)        | 300 pt.  | Tejay van Garderen (USA)  | 250 pt. | Daniel Martínez (COL)    | 215 pt.  | 40, 15, 6          | 6 pt.                    |
| Critérium du Dauphiné         | 3.-10. juni                | Geraint Thomas (GBR)     | 500 pt.  | Adam Yates (GBR)          | 400 pt. | Romain Bardet (FRA)      | 325 pts. | 60, 25, 10         | 10 pt.                   |
| Tour de Suisse                | 9.-17. juni                | Richie Porte (AUS)       | 500 pt.  | Jakob Fuglsang (DEN)      | 400 pt. | Nairo Quintana (COL)     | 325 pt.  | 60, 25, 10         | 10 pt.                   |
| Tour de France                | 7.-29. juli                | Geraint Thomas (GBR)     | 1000 pt. | Tom Dumoulin (NED)        | 800 pt. | Chris Froome (GBR)       | 675 pt.  | 120, 50, 25, 15, 5 | 25 pt.                   |
| RideLondon-Surrey Classic     | 29. juli                   | Pascal Ackermann (GER)   | 300 pt.  | Elia Viviani (ITA)        | 250 pt. | Giacomo Nizzolo (ITA)    | 215 pt.  | N/A                | N/A                      |
| Clásica de San Sebastián      | 4. august                  | Julian Alaphilippe (FRA) | 400 pt.  | Bauke Mollema (NED)       | 320 pt. | Anthony Roux (FRA)       | 260 pt.  | N/A                | N/A                      |
| Polen Rundt                   | 4.-10. august              | Michał Kwiatkowski (POL) | 400 pt.  | Simon Yates (GBR)         | 320 pt. | Thibaut Pinot (FRA)      | 260 pt.  | 50, 20, 8          | 8 pt.                    |
| / BinckBank Tour              | 13.-19. august             | Matej Mohorič (SLO)      | 400 pt.  | Michael Matthews (AUS)    | 320 pt. | Tim Wellens (BEL)        | 260 pt.  | 50, 20, 8          | 8 pt.                    |
| EuroEyes Cyclassics           | 19. august                 | Elia Viviani (ITA)       | 400 pt.  | Arnaud Démare (FRA)       | 320 pt. | Alexander Kristoff (NOR) | 260 pt.  | N/A                | N/A                      |
| Vuelta a España               | 25. august - 16. september | Simon Yates (GBR)        | 850 pt.  | Enric Mas (ESP)           | 680 pt. | Miguel Ángel López (COL) | 575 pt.  | 100, 40, 20, 12, 4 | 20 pt.                   |
| Bretagne Classic Ouest-France | 26. august                 | Oliver Naesen (BEL)      | 400 pt.  | Michael Valgren (DEN)     | 320 pt. | Tim Wellens (BEL)        | 260 pt.  | N/A                | N/A                      |
| GP de Québec                  | 7. september               | Michael Matthews (AUS)   | 500 pt.  | Greg Van Avermaet (BEL)   | 400 pt. | Jasper Stuyven (BEL)     | 325 pt.  | N/A                | N/A                      |
| GP de Montréal                | 9. september               | Michael Matthews (AUS)   | 500 pt.  | Sonny Colbrelli (ITA)     | 400 pt. | Greg Van Avermaet (BEL)  | 325 pt.  | N/A                | N/A                      |
| Tyrkiet Rundt                 | 9.-14. oktober             | Eduard Prades (ESP)      | 300 pt.  | Aleksej Lutsenko (KAZ)    | 250 pt. | Nathan Haas (AUS)        | 215 pt.  | 40, 15, 6          | 6 pt.                    |
| Lombardiet Rundt              | 13. oktober                | Thibaut Pinot (FRA)      | 500 pt.  | Vincenzo Nibali (ITA)     | 400 pt. | Dylan Teuns (BEL)        | 325 pt.  | N/A                | N/A                      |
| Tour of Guangxi               | 16.-21. oktober            | Gianni Moscon (ITA)      | 300 pt.  | Felix Großschartner (AUT) | 250 pt. | Sergej Tjernetskij (RUS) | 215 pt.  | 40, 15, 6          | 6 pt.                    |

## Hold
| Kode | Officielt holdnavn        | Land                       | Gear          | Landevejscykler                                                       | Enkeltstartscykel      | Hjul       |
| ---- | ------------------------- | -------------------------- | ------------- | --------------------------------------------------------------------- | ---------------------- | ---------- |
| ALM  | Ag2r-La Mondiale          | Frankrig                   | Shimano       | Factor Bikes 02 Factor Bikes ONE Factor Bikes ONE–S                   | Factor Bikes Slick     | Mavic      |
| AST  | Astana Pro Team           | Kasakhstan                 | Shimano       | Argon 18 Gallium Pro Argon 18 Nitrogen Pro Argon Krypton              | E-118 Next             | Corima     |
| TBM  | Bahrain-Merida            | Bahrain                    | Shimano       | Merida Scultura Merida Reacto                                         | Merida Warp            | Fulcrum    |
| BMC  | BMC Racing Team           | USA                        | Shimano       | BMC Teammachine SLR01 BMC Timemachine TMR01 BMC Granfondo GF01        | BMC TimeMachine TM01   | Shimano    |
| BOH  | Bora-Hansgrohe            | Tyskland                   | TBC           | Specialized Venge S-Works Tarmac Specialized Roubaix                  | Specialized Shiv       | Roval      |
| DDD  | Dimension Data            | Sydafrika                  | Shimano/Rotor | Cervélo S5 Cervélo R5 Cervélo C5                                      | Cervélo P5             | Enve       |
| EFD  | EF Education First-Drapac | USA                        | Shimano / FSA | Cannondale SuperSix EVO Cannondale Synapse Cannondale CAAD12          | Cannondale Slice       | Mavic      |
| FDJ  | Groupama-FDJ              | Frankrig                   | Shimano       | Lapierre Xelius SL Lapierre Aircode SL Lapierre Pulsium               | Lapierre Aerostorm DRS | Shimano    |
| TKA  | Team Katusha-Alpecin      | Schweiz                    | SRAM          | Canyon Ultimate CF SLX Canyon Aeroad CF SLX Canyon Endurance CF SL    | Canyon Speedmax CF     | Zipp       |
| TLJ  | Team LottoNL-Jumbo        | Holland                    | Shimano       | Bianchi OltreXR2 Bianchi Specialissima Bianchi Aria                   | Bianchi Aquila CV      | Shimano    |
| LTS  | Lotto-Soudal              | Belgien                    | Campagnolo    | Ridley Helium SLX Ridley Noah SL Ridley Fenix SL                      | Ridley Dean Fast       | Campagnolo |
| MTS  | Mitchelton-Scott          | Australien                 | Shimano       | Scott Foil Scott Addict                                               | Scott Plasma           | Shimano    |
| MOV  | Movistar Team             | Spanien                    | Campagnolo    | Canyon Ultimate CF SLX Canyon Aeroad CF SLX Canyon Endurance CF SL    | Canyon Speedmax CF     | Campagnolo |
| QST  | Quick-Step Floors         | Belgien                    | Shimano FSA   | Specialized Venge S-Works Tarmac Specialized Roubaix                  | Specialized Shiv       | Roval HED  |
| SKY  | Team Sky                  | Storbritannien             | Shimano       | Pinarello Dogma F8 Pinarello Dogma K8-S Pinarello GAN                 | Pinarello Bolide       | Shimano    |
| SUN  | Team Sunweb               | Tyskland                   | Shimano       | Giant TCR Advanced SL Giant Propel Advanced SL Giant Defy Advanced SL | Giant Trinity          | Shimano    |
| TFS  | Trek-Segafredo            | USA                        | Shimano       | Trek Emonda Trek Madone Trek Domane                                   | Trek SpeedConcept      | Bontrager  |
| UAD  | UAE Team Emirates         | Forenede Arabiske Emirater | Campagnolo    | Colnago C60 Colnago Concept Colnago V1-R                              | Colnago K-Zero         | Campagnolo |

## Ranking

### Individuelt
| Rang | Navn                     | Hold               | Point   |
| ---- | ------------------------ | ------------------ | ------- |
| 1    | Simon Yates (GBR)        | Mitchelton-Scott   | 3072    |
| 2    | Peter Sagan (SVK)        | Bora-Hansgrohe     | 2992    |
| 3    | Alejandro Valverde (ESP) | Movistar Team      | 2609    |
| 4    | Geraint Thomas (GBR)     | Team Sky           | 2534,25 |
| 5    | Greg Van Avermaet (BEL)  | BMC Racing Team    | 2442,14 |
| 6    | Elia Viviani (ITA)       | Quick-Step Floors  | 2399    |
| 7    | Michael Matthews (AUS)   | Team Sunweb        | 2393,19 |
| 8    | Julian Alaphilippe (FRA) | Quick-Step Floors  | 2161,12 |
| 9    | Chris Froome (GBR)       | Team Sky           | 1976,68 |
| 10   | Tom Dumoulin (NED)       | Team Sunweb        | 1975,62 |
| 11   | Primož Roglič (SLO)      | Team LottoNL-Jumbo | 1951    |
| 12   | Michael Valgren (DEN)    | Astana Pro Team    | 1803    |
| 13   | Miguel Ángel López (COL) | Astana Pro Team    | 1610    |
| 14   | Romain Bardet (FRA)      | Ag2r-La Mondiale   | 1530    |
| 15   | Oliver Naesen (BEL)      | Ag2r-La Mondiale   | 1516    |
| 16   | Michał Kwiatkowski (POL) | Team Sky           | 1515,25 |
| 17   | Thibaut Pinot (FRA)      | Groupama-FDJ       | 1500    |
| 18   | Tim Wellens (BEL)        | Lotto-Soudal       | 1480    |
| 19   | Jasper Stuyven (BEL)     | Trek-Segafredo     | 1459    |
| 20   | Steven Kruijswijk (NED)  | Team LottoNL-Jumbo | 1456    |
| 21   | Arnaud Démare (FRA)      | Groupama-FDJ       | 1447    |
| 22   | Nairo Quintana (COL)     | Movistar Team      | 1417    |
| 23   | Ion Izagirre (ESP)       | Bahrain-Merida     | 1403    |
| 24   | Niki Terpstra (NED)      | Quick-Step Floors  | 1380,12 |
| 25   | Richie Porte (AUS)       | BMC Racing Team    | 1368,57 |

- 418 ryttere scorede point.